# منبع ای

یکی از فرضیات دربارهٔ شکل‌گیری تورات

منبع الوهیمی یا منبع ای یکی از چهار منبع عمده‌ای است که نویسندگان تورات از آن استفاده کرده‌اند. این منبع به این جهت «الوهیمی» نامیده می‌شود که در بخش‌های تورات که از آن استفاده شده، خدای اسرائیل را «الوهیم» نامیده‌است. سه منبع دیگر، منبع پی، منبع جی و منبع دی هستند.